# I-184
I-184 — підводний човен Імперського флоту Японії, який брав участь у бойових діях Другої світової війни.
Човен, який належав до типу KD7, спорудили у 1943 році на корабельні ВМФ у Йокосуці. По завершенні І-184 включили для проведення тренувань до 11-ї ескадри підводних човнів.
Наприкінці січня 1944-го І-184 призначили для служби у складі 22-ї дивізії підводних човнів, яка базувалась на атолі Трук у центральній частині Каролінських островів (після розгрому авіаносним з'єднанням у лютому 1944-го ця база все ще використовувалася для операцій підводного флоту). Втім, наприкінці лютого човен тимчасово перенацілили для дій у північній зоні, для чого 26—29 лютого він перейшов до Омінато (військово-морська база на північному завершенні Хонсю), а 4 березня вирушив звідси для бойового патрулювання в районі Алеутських островів. Цей похід тривав до 9 квітня та завершився поверненням до Омінато, звідки 11—13 квітня І-184 пройшов до Йокосуки.
Нарешті, 20 травня 1944-го І-184 полишив Японію в напрямку Мікронезії, маючи завдання передусім доправити припаси гарнізону атола Мілі (Маршаллові острови), який з січня перебував у блокаді. 12 червня човен успішно розвантажився на Мілі та відплив звідси. Наступної доби в очікуванні атаки проти Маріанських островів японське командування наказало ряду субмарин, і серед них І-184, прямувати в район на схід від цього архіпелагу (І-184 отримала позицію в районі острова Гуам).
15 червня 1944-го з висадки на Сайпані (північна група архіпелагу за дві сотні кілометрів від Гуаму) розпочалась операція проти Маріанських островів. І-184 дістав наказ рухатись до Сайпану та підтвердив його прийняття. 19 червня, коли човен перебував ще майже за п'ять сотень кілометрів на схід від архіпелагу та прямував у надводному положенні, його помітив літак з ескортного авіаносця «Суоні». Хоча І-184 розпочав екстрене занурення, американський літак вдало скинув бомби та потопив субмарину, яка загинула з усіма 96 членами екіпажу.